# Herbert Rawlinson
Herbert Rawlinson (New Brighton en Angleterre, 15 novembre 1885 – Los Angeles, en Californie), 12 juillet 1953), est un acteur et producteur de cinéma britannique.

### Comme acteur

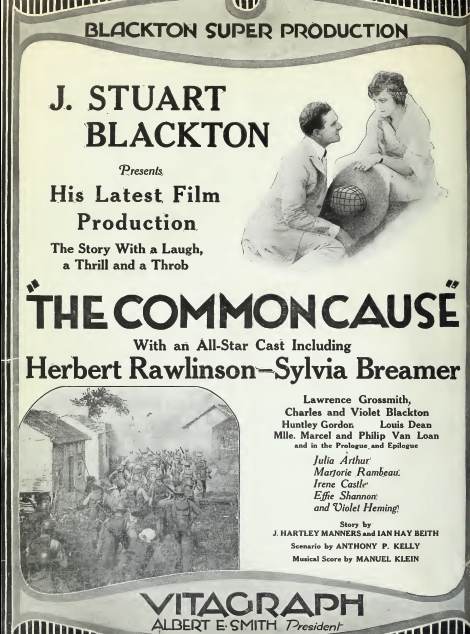
Publicité pour The Common Cause avec Herbert Rawlinson

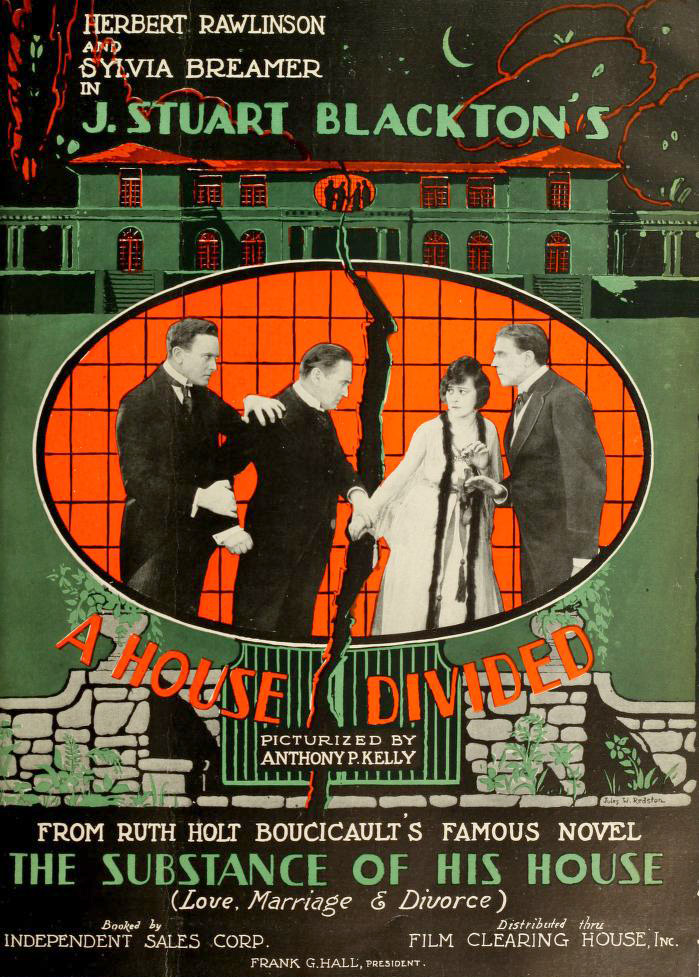
Publicité pour A House Divided

## Filmographie

### Années 1910
- 1911 : The Cowboy and the Shrew
- 1911 : The Still Alarm
- 1911 : Stability vs. Nobility
- 1911 : Where There's a Will, There's a Way
- 1911 : The Novice
- 1911 : Range Pals : Pedro
- 1911 : Told in the Sierras
- 1911 : The Craven Heart
- 1911 : It Happened in the West
- 1911 : The Profligate de Francis Boggs
- 1911 : Slick's Romance
- 1911 : Their Only Son
- 1911 : The Regeneration of Apache Kid
- 1911 : The Blacksmith's Love
- 1911 : A New York Cowboy
- 1911 : Through Fire and Smoke
- 1911 : How Algy Captured a Wild Man
- 1911 : The Heart of John Barlow
- 1911 : The Rival Stage Lines
- 1911 : The Artist's Sons : Arthur Morland
- 1911 : Out-Generaled
- 1911 : Making a Man of Him
- 1911 : On Separate Paths
- 1911 : Little Injin
- 1911 : The Coquette
- 1911 : Old Billy
- 1911 : Lieutenant Grey of the Confederacy
- 1911 : The New Superintendent
- 1911 : Blackbeard
- 1911 : The Right Name, But the Wrong Man
- 1911 : A Diamond in the Rough
- 1911 : The Maid at the Helm
- 1911 : Evangeline
- 1911 : For His Pal's Sake
- 1911 : The Little Widow
- 1912 : The Liar
- 1912 : Arthur Preston Hankins
- 1912 : The Peacemaker, de Francis Boggs
- 1912 : Merely a Millionaire
- 1912 : The Bandit's Mask
- 1912 : The Test de Frank Montgomery
- 1912 : Disillusioned
- 1912 : The Danites
- 1912 : The Shrinking Rawhide
- 1912 : The Ace of Spades
- 1912 : A Crucial Test
- 1912 : The Ones Who Suffer
- 1912 : The Hobo
- 1912 : Me an' Bill
- 1912 : Darkfeather's Strategy : New Chief
- 1912 : The End of the Romance : Dupree
- 1912 : The Coming of Columbus
- 1912 : Brains and Brawn
- 1912 : The Lost Hat
- 1912 : The Old Stagecoach
- 1912 : The Vision Beautiful : Brother Paul
- 1912 : In Exile
- 1912 : The Vow of Ysobel
- 1912 : The Girl and the Cowboy : Bud
- 1912 : The Polo Substitute
- 1912 : Sergeant Byrne of the Northwest Mounted Police
- 1912 : The Trade Gun Bullet
- 1912 : Partners
- 1912 : When Edith Played Judge and Jury
- 1912 : Euchred
- 1912 : Monte Cristo : Caderousse
- 1912 : The Fisherboy's Faith
- 1912 : Carmen of the Isles
- 1912 : Shanghaied : Cal
- 1912 : Atala
- 1912 : Miss Aubry's Love Affair
- 1912 : The Triangle
- 1912 : John Colter's Escape
- 1912 : The Girl of the Mountains
- 1912 : The God of Gold
- 1912 : Our Lady of the Pearls
- 1913 : A Black Hand Elopement : Le groom
- 1913 : Pierre of the North
- 1913 : Her Only Son
- 1913 : The Flaming Forge
- 1913 : The Old Clerk
- 1913 : A Wise Old Elephant
- 1913 : The Woodman's Daughter
- 1913 : In the Days of Witchcraft
- 1913 : Buck Richard's Bride
- 1913 : Indian Summer
- 1913 : The Girl and the Judge : Le fils, l'amoureux
- 1913 : A Flag of Two Wars
- 1913 : The Beaded Buckskin Bag
- 1913 : In God We Trust : Mr. Bewell
- 1913 : The Trail of Cards
- 1913 : The Acid Test
- 1913 : The Child of the Sea
- 1913 : The Rancher's Failing
- 1913 : In the Midst of the Jungle
- 1913 : The Quality of Mercy
- 1913 : The Sea Wolf : Humphrey Van Weyden
- 1914 : For the Freedom of Cuba
- 1914 : One of the Bravest
- 1914 : The Law of His Kind : Lieutenant Pritchard
- 1914 : Captain Jenny, S.A.
- 1914 : By Radium's Rays
- 1914 : Won in the Clouds
- 1914 : Dangers of the Veldt
- 1914 : On the Verge of War
- 1914 : La Dame en Noir (The Woman in Black)
- 1914 : The Spy : Harvey Birch
- 1914 : On the Rio Grande
- 1914 : Prowlers of the Wild
- 1914 : The Sob Sister
- 1914 : Circle 17
- 1914 : Through the Flames
- 1914 : Martin Eden de Hobart Bosworth : Arthur Morse
- 1914 : A Prince of Bavaria : Prince Jean de Bavière
- 1914 : As the Wind Blows
- 1914 : Kid Regan's Hands : Kid Regan
- 1914 : The Vagabond : Charles Ross/Tom
- 1914 : The Link That Binds : Donald McClain
- 1914 : The Chorus Girl's Thanksgiving : Herbert Symmes
- 1914 : The Opened Shutters : John Dunham
- 1914 : Traffic in Babies : Jack Hardy
- 1914 : Damon and Pythias : Pythias
- 1914 : Called Back : Gilbert Vaughan
- 1914 : A Page from Life : Maybrick
- 1914 : The Big Sister's Christmas
- 1915 : The Flash
- 1915 : Changed Lives
- 1915 : The Black Box : Sanford Quest
- 1915 : His Fatal Shot
- 1915 : The Grail
- 1915 : Homage
- 1915 : The Great Ruby Mystery
- 1915 : The Gopher
- 1915 : The Social Lion
- 1915 : Misjudged
- 1915 : The Queen of Hearts
- 1915 : Her Prey
- 1915 : The Fair God of Sun Island
- 1915 : On the Level
- 1915 : In Search of a Wife
- 1915 : As the Shadows Fall
- 1916 : The Reward of Chivalry
- 1916 : The Family Secret
- 1916 : The Dupe
- 1916 : After the Play
- 1916 : The Best Man's Bride
- 1916 : The Mark of a Gentleman
- 1916 : Darcy of the Northwest Mounted
- 1916 : The Wire Pullers : Hamilton Craig
- 1916 : The Rose Colored Scarf
- 1916 : The False Part
- 1916 : They Wouldn't Take Him Seriously
- 1916 : Nature Incorporated
- 1916 : Lee Blount Goes Home
- 1916 : Little Eve Edgarton : James Barton
- 1916 : Main 4400
- 1916 : The Eagle's Wing : Richard Wallace
- 1917 : The Great Torpedo Secret : Billy Olmstead
- 1917 : The Scarlet Crystal : Vincent Morgan
- 1917 : The Sorceress
- 1917 : The Smoldering Spark
- 1917 : Like Wildfire : Tommy Buckman
- 1917 : Come Through : James Harrington Court, dit « The Possum »
- 1917 : Caught in the Act
- 1917 : The Spindle of Life
- 1917 : Flirting with Death
- 1917 : The Man Trap : John Mull
- 1917 : The High Sign : Donald Bruce
- 1918 : The Flash of Fate : Randolph Shorb
- 1918 : Brace Up : Henry Court
- 1918 : Smashing Through : Jack Mason
- 1918 : Back to the Woods de George Irving : Jimmy Raymond
- 1918 : Out of the Night : Bob Storrow
- 1918 : Les Jeux du sort (The Turn of the Wheel) de Reginald Barker : Maxfield Grey
- 1918 : The Mating : Dick Ives
- 1918 : Kiss or Kill : Henry Warner
- 1919 : The Common Cause : Orrin Palmer
- 1919 : The Carter Case : Craig Kennedy
- 1919 : Good Gracious, Annabelle : John Rawson
- 1919 : A House Divided : Philip Carmichael
- 1919 : A Dangerous Affair : Terrence Redmond

### Années 1920
- 1920 : The Silkless Bank Note
- 1920 : Outlaws of the Deep
- 1920 : Chang and the Law
- 1920 : The Five Dollar Plate
- 1920 : The Poppy Trail
- 1920 : The Kalda Ruby
- 1920 : Les Passants (Passers-By) : Peter Waverton
- 1920 : Man and His Woman : Dr John Worthing
- 1920 : The Fakers
- 1921 : Playthings of Destiny : Geoffrey Arnold
- 1921 : The Wakefield Case : Wakefield Jr.
- 1921 : Charge It : Philip Lawrence
- 1921 : You Find It Everywhere : Andrew Gibson
- 1921 : La Douloureuse Étape (Wealth) de William Desmond Taylor : Phillip Dominick
- 1921 : The Conflict : Jevons
- 1921 : The Millionaire : Jack Norman
- 1921 : Cheated Hearts : Barry Gordon
- 1922 : The Scrapper : Malloy
- 1922 : Man Under Cover : Paul Porter
- 1922 : The Black Bag : Billy Kirkwood
- 1922 : Don't Shoot : James Harrington Court
- 1922 : Confidence : Bob Mortimer
- 1922 : Another Man's Shoes : Stuart Granger / Jack Burton
- 1922 : One Wonderful Night : John D. Curtis
- 1923 : The Scarlet Car : Billy Winthrop
- 1923 : The Prisoner : Philip Quentin
- 1923 : Suprême Amour (en) (Nobody's Bride) d'Herbert Blaché : Jimmy Nevins
- 1923 : Fools and Riches : Jimmy Dorgan
- 1923 : Railroaded : Richard Ragland
- 1923 : The Victor : Cecil Fitzhugh Waring
- 1923 : The Clean-Up : Montgomery Bixby
- 1923 : A Million to Burn : Thomas Gwynne
- 1923 : His Mystery Girl : Kerry Reynolds
- 1924 : Jack O'Clubs : John Francis Foley
- 1924 : Stolen Secrets : The Eel, Miles Manning
- 1924 : Dancing Cheat : Brwlw Clay
- 1924 : High Speed : Hi Moreland
- 1924 : Dark Stairways : Sheldon Polk
- 1924 : The Tomboy : Aldon Farwell
- 1925 : The Prairie Wife : Duncan MacKail
- 1925 : My Neighbor's Wife : Allen Allwright
- 1925 : Every Man's Wife : Mr. Randolph
- 1925 : The Adventurous Sex : The Sweetheart
- 1925 : The Man in Blue : Tom Conlin
- 1925 : The Flame Fighter : Jack Sparks
- 1925 : The Unnamed Woman : Donald Brookes
- 1925 : The Great Jewel Robbery (en) de John Ince : Steve Martindale
- 1926 : The Gilded Butterfly : Courtney Roth
- 1926 : Her Big Adventure : Ralph Merriwell
- 1926 : Midnight Thieves
- 1926 : Phantom Police
- 1926 : The Millionaire Policeman : Steven Wallace
- 1926 : Men of the Night : J. Rupert Dodds
- 1926 : The Belle of Broadway : Paul Merlin
- 1926 : Her Sacrifice : James Romaine
- 1926 : Trooper 77
- 1927 : Burning Gold (en) de  John W. Noble : Bob Roberts
- 1927 : En plein méli-mélo (Slipping Wives) : Léon, le mari
- 1927 : Le Rappel (The Bugle Call) de Edward Sedgwick : Capt. Randolph
- 1927 : Hour of Reckoning
- 1927 : Wages of Conscience : Henry McWade

### Années 1930
- 1931 : Palmy Days de A. Edward Sutherland : Party Guest
- 1933 : Get That Venus : Editor Nash
- 1933 : Le Roi de la chaussure (The Working Man) de John G. Adolfi : Reeves Co. Board Member
- 1933 : Moonlight and Pretzels : Sport Powell
- 1934 : Enlighten Thy Daughter : Dr Richard Stevens
- 1935 : The People's Enemy : Philip Francis Duke Ware
- 1935 : Brigade spéciale (Men Without Names) de Ralph Murphy : Crawford
- 1935 : Confidential : J.W. Keaton
- 1935 : Convention Girl : Ward Hollister
- 1935 : Tuned Out
- 1935 : Pas de pitié pour les kidnappeurs (Show Them No Mercy!) de George Marshall : Kurt Hansen
- 1936 : Hitch Hike to Heaven : Melville Delaney
- 1936 : Dancing Feet : Groves
- 1936 : En suivant la flotte (Follow the Fleet) : Mr. Webber, Paradise Ballroom Owner
- 1936 : Guerre au crime (Bullets or Ballots) : Mr. Caldwell
- 1936 : Ticket to Paradise : Fred Townsend
- 1936 : A Son Comes Home (en) d'Ewald André Dupont : Bladeu
- 1936 : Hollywood Boulevard : Manager of Grauman's
- 1936 : Mad Holiday : Captain Bromley
- 1936 : Robinson Crusoe of Clipper Island : Mr. Jackson
- 1936 : Mysterious Crossing : District Attorney Henry R. Charters
- 1937 : La Loi de la forêt (God's Country and the Woman) de William Keighley : Mr. Doyle
- 1937 : Blake of Scotland Yard : Sir James Blake
- 1937 : Midnight Court : District Attorney Larson
- 1937 : Nobody's Baby : Radio Audition Executive
- 1937 : The Go Getter : Lester Roberts
- 1937 : Make a Wish (en) : Dr Stevens
- 1937 : S.O.S. Coast Guard (en) : Cmdr. Boyle
- 1937 : Une certaine femme (That Certain Woman) : Dr Hartman
- 1937 : Back in Circulation : District Attorney Stephen L. Saunders
- 1937 : Hollywood Hollywood (Something to Sing About) : Studio attorney
- 1937 : Love Is on the Air : Mr. George Copelin
- 1937 : Over the Goal : Stanley Short
- 1937 : Every Day's a Holiday : Guest at Party
- 1938 : Hawaii Calls : Harlow
- 1938 : Over the Wall : Prosecutor
- 1938 : Women Are Like That : Avery Flickner
- 1938 : Marie Antoinette : Goguelot
- 1938 : Trois du cirque (Under the Big Top) : Herman
- 1938 : La Vallée des géants (Valley of the Giants) : Land Commissioner
- 1938 : Secrets of an Actress : Mr. Harrison
- 1938 : Hard to Get : Mr. Jones
- 1938 : Torchy Gets Her Man : Tom Brennan
- 1938 : Deux Camarades (Orphans of the Street) de John H. Auer : Adams
- 1939 : Service secret de l'air (Secret Service of the Air) de Noel M. Smith : Admiral A.C. Schuyler
- 1939 : Blackwell's Island de William McGann et Michael Curtiz : Dave Reynolds
- 1939 : Le Châtiment (You Can't Get Away with Murder) : District Attorney
- 1939 : Victoire sur la nuit (Dark Victory) : Dr Carter
- 1939 : Fausses Notes (Naughty But Nice) : Hardwick's Attorney
- 1939 : Days of Jesse James (en) de Joseph Kane : Bank Association Official
- 1939 : Swanee River : Army Officer
- 1939 : Money to Burn : Dover

### Années 1940
- 1940 : Le Robinson suisse (Swiss Family Robinson) : Capitaine
- 1940 : Five Little Peppers at Home : Mr. Decker
- 1940 : Framed d'Harold D. Schuster : Walter Billings
- 1940 : Flash Gordon Conquers the Universe : Dr Frohmann
- 1940 : Free, Blonde and 21 : John Crane
- 1940 : Cross-Country Romance : Ship's Capt. Brawley
- 1940 : King of the Royal Mounted : Inspecteur King
- 1940 : I Want a Divorce (en) de Ralph Murphy : Len Howard
- 1940 : La Maison des sept péchés (Seven Sinners) : First Mate
- 1941 : Flying Wild : Mr. Reynolds
- 1941 : I Wanted Wings : Mr. Young
- 1941 : Strange Alibi : King Carney
- 1941 : La Belle ensorceleuse (The Flame of New Orleans) : Party Guest
- 1941 : Sheriff of Tombstone (en) de Joseph Kane : Dodge City marshal
- 1941 : Adventure in Washington : Senator Jenkins
- 1941 : Blondie in Society : Mr. Judson, Bank President
- 1941 : Mystery Ship : Inspector Clark
- 1941 : Scattergood Meets Broadway de Christy Cabanne : The Governor
- 1941 : Gentleman from Dixie : Prison Warden
- 1941 : Bad Man of Deadwood : Juge Gary
- 1941 : King of the Texas Rangers : Col. Lee Avery [Chs. 1,12]
- 1941 : Arizona Cyclone (en) de Joseph H. Lewis : George Randolph
- 1941 : I Killed That Man : Warden
- 1941 : Riot Squad : Police Chief
- 1942 : Don Winslow of the Navy de Ray Taylor : Adm. Warburton [Ch. 1]
- 1942 : Broadway Big Shot (en) de William Beaudine :District Attorney
- 1942 : Le Garde de la diligence (en) (Stagecoach Buckaroo) de Ray Taylor : Bill Kincaid
- 1942 : The Panther's Claw (en) de William Beaudine : District Attorney Bill Dougherty
- 1942 : Lady Gangster : Lewis Sinton
- 1942 : Tramp, Tramp, Tramp : Ex-soldier commander
- 1942 : Hello, Annapolis : Capt. Dugan
- 1942 : The Yukon Patrol : Maj. Ross King, RCMP
- 1942 : Danse autour de la vie (We Were Dancing) : l'ami d'Hubert
- 1942 : Perils of the Royal Mounted : Richard Winton
- 1942 : I Live on Danger (en)
- 1942 : Perils of Nyoka : Major Reynolds [Ch. 1]
- 1942 : Sons of the Pioneers (en) de Joseph Kane : Townsman
- 1942 : Smart Alecks : Capitaine Bronson
- 1942 : Foreign Agent : Stevens
- 1942 : War Dogs : David J. Titus
- 1942 : La Reine de l'argent (Silver Queen) de Lloyd Bacon : le juge
- 1942 : Le Canyon perdu (Lost Canyon) de Lesley Selander : Tom Clark
- 1943 : Affaires non classées (Silent Witness)
- 1943 : Cosmo Jones in the Crime Smasher de James Tinling : Mr. James J. Blake
- 1943 : Reveille with Beverly Charles Barton : Announcer
- 1943 : Two Weeks to Live de Malcolm St. Clair : J.J. Stark Sr.
- 1943 : King of the Cowboys de Joseph Kane : Businessman
- 1943 : Daredevils of the West (en) : T.M. Sawyer
- 1943 : Days of Old Cheyenne : Governor Frank Shelby
- 1943 : Colt Comrades (en) de Lesley Selander : Rancher Varney
- 1943 : Doughboys in Ireland : Larry Hunt
- 1943 : The Masked Marvel : Mr. Kellering [Ch. 7]
- 1943 : Where Are Your Children? : Butler
- 1943 : L'Impossible Amour (Old Acquaintance) : Red Cross Chairman
- 1943 : Zone mortelle (Riders of the Deadline) de Lesley Selander : Ranger Captain Jennings
- 1943 : La Loi du Far West (The Woman of the Town) : Doc Sears
- 1944 : Marshal of Gunsmoke (en) de Vernon Keays : Sam Garret
- 1944 : Nabonga : T.F. Stockwell
- 1944 : Sailor's Holiday : Directeur
- 1944 : Oklahoma Raiders de Lewis D. Collins : Colonel Rogers
- 1944 : Shake Hands with Murder : John Clark
- 1944 : Lumberjack (en) de Lesley Selander : Buck Peters
- 1944 : Les Pillards de l'Arizona (Forty Thieves) : Buck Peters
- 1944 : Marshal of Reno (en) de Wallace Grissell : Editeur John Palmer
- 1944 : Goin' to Town de Leslie Goodwins : Wentworth
- 1944 : Sheriff of Sundown : Governeur Brainerd
- 1944 : Hi, Beautiful : Board Member
- 1946 : Accomplice (en) : Vincent Springer
- 1946 : San Quentin : Dr Stanton
- 1947 : L'Engrenage fatal  (Railroaded!) : Doctor attending Cowie
- 1948 : Superman : Dr Arnold Graham [Chs. 3, 9-10, 15]
- 1948 : Silent Conflict : Yardman
- 1948 : The Argyle Secrets (en) de Cy Endfield : Dr Van Selbin
- 1948 : La légion des braves (en) (The Gallant Legion) de Joseph Kane : Maj. Grant
- 1948 : The Counterfeiters (en) de Peter Stewart (Sam Newfield) : Norman Talbot
- 1948 : Sinister Journey : Marshal Reardon (Constable in Credits)
- 1948 : Borrowed Trouble : Cattle buyer Groves
- 1948 : Strange Gamble : John Murray
- 1948 : Jeanne d'Arc (Joan of Arc) : Juge Marguerie
- 1949 : Brimstone : Storekeeper
- 1949 : L'Homme de Kansas City (Fighting Man of the Plains) : Avocat

### Années 1950
- 1951 : Gene Autry and The Mounties (en) de John English : Inspecteur Wingate
- 1953 : The Flaming Urge : Herb, chef pompier
- 1953 : Les Massacreurs du Kansas (The Stranger Wore a Gun)
- 1954 : Jail Bait : Dr Boris Gregor

### Comme producteur
- 1917 : The High Sign
- 1918 : The Flash of Fate